# レックス・イングラム (映画監督)
レックス・イングラム（Rex Ingram, 1893年1月15日 - 1950年7月21日）は、アメリカ合衆国の映画監督、脚本家、俳優、映画プロデューサーである。本名レジナルド・イングラム・モンゴメリー・ヒチコック（Reginald Ingram Montgomery Hitchcock）、俳優時代にはレックス・ヒチコック（Rex Hitchcock）と名乗った。エリッヒ・フォン・シュトロハイムが「世界でもっとも偉大な映画監督」と呼んだ人物である。

## 人物・来歴
1893年1月15日、アイルランドのダブリン県ダブリンに「レジナルド・イングラム・モンゴメリー・ヒチコック」として、聖職者を父に生まれる。ダブリン県ラスファーナム近くの聖コロンバズ・カレッジに学ぶ。思春期のほとんどを、父がアイルランド国教会の教区牧師を務めたジ・オールド・レクトリーと呼ばれるオファリー県のキニティ、バーで過ごした。1911年（明治44年）、アメリカ合衆国に移民した。弟のフランシス・クリア・ヒチコックは、イギリス陸軍に参加し、第一次世界大戦を戦って戦功十字章を受章、陸軍大佐に昇進している。
イェール大学芸術学部で彫刻を学ぶが、すぐに映画へ転向し、まず1913年から俳優業を始め、さらに脚本、製作、そして監督業へ進出した。最初の製作・監督作は、1916年の恋愛映画 The Great Problem であった。エジソン・スタジオ、フォックス・フィルム、ヴァイタグラフ・スタジオで仕事をし、メトロ・ゴールドウィン・メイヤー（MGM）ではおもにアクション映画や超自然映画を監督した。1920年にメトロ・ピクチャーズへ移籍した際、同社の重役であったジューン・メイシスの部下となった。メイシスとイングラムは、『復讐のアルプス』、『黙示録の四騎士』、『征服の力』、『正邪の岐路』の4作をともに生み出した。二人の恋愛関係は、1921年にイングラムがアリス・テリーと駆け落ちしたことで終焉したとされる。イングラムとメイシスとの間の距離が拡大し、メイシスの新しい掘出物であるルドルフ・ヴァレンティノの人気に翳りが見え始めた。
イングラムは二度の結婚を経験しており、一度目は1917年（大正6年）、女優のドリス・ポウンと結婚、1920年に離婚して婚姻関係は終わる。1921年にはアリス・テリーと再婚し、生涯を添い遂げた。1925年、イングラムとフレッド・ニブロは興行的大成功を収めた叙事詩的映画『ベン・ハー』を監督し、イタリアで部分的に撮影を行った。イングラムは妻とともに、コート・ダジュールへの移住を決意した。ニースに小スタジオを構え、MGM等の映画を北アフリカ、スペイン、イタリアで数本のロケーション撮影を行って製作した。
この時期、ニースのイングラムのスタジオで働いた人物のなかには、のちに『赤い靴』等の古典作品をエメリック・プレスバーガーと共同監督することになる、若き日のマイケル・パウエルがいる。パウエル自身の手記によれば、イングラムに多大なる影響を受けたという。実際、パウエルののちの作品にはイングラムの影響は見出すことができ、幻想、夢想、魔法や超現実といったテーマにとくに現れている。デヴィッド・リーンもまたイングラムに深く影響を受けていることを認めており、MGMの主任であったドア・シャーリーも、ハリウッドにおけるもっともクリエイティヴな人物として、重要な順にD・W・グリフィス、イングラム、セシル・B・デミルとシュトロハイムを挙げている。
イングラムは、わずか1作だけトーキーを手がけている。モロッコで撮影を行った『モロッコの血煙』がそれで、ゴーモン英国映画社作品である。同作は商業的には成功せず、イングラムは映画業界を去り、カリフォルニア州ロサンゼルス市に戻り、彫刻家、文筆家として仕事をした。1927年にはイスラム教に興味を抱き、1933年には改宗している。
レックス・イングラムの作品群は、現代の多くの監督に、芸術的であり技巧的で、想像力に溢れた大胆な視覚的スタイルをもっているとみなされている。1949年には、全米監督協会が終身名誉会員賞を授与している。映画産業への貢献を記念しヴァイン街1651番地にハリウッド・ウォーク・オブ・フェームの星を刻んだ。Mars in the House of Death, The Legion Advances の2冊の小説も上梓している。
1950年7月21日、カリフォルニア州ロサンゼルス市ノース・ハリウッドで死去した。満57歳没。同州ロサンゼルス郡グレンデールにある墓地「フォレスト・ローン・メモリアル・パーク」に眠る。

## おもなフィルモグラフィ
監督作
- The Great Problem : 1916年
- 『足枷』 Broken Fetters : 1916年
- 『空弾』 Chalice of Sorrow : 1916年
- 『黒蘭』 Black Orchids : 1917年
- 『不実の酬』 The Reward of the Faithless : 1917年
- 『生の鼓動』 The Pulse of Life : 1917年
- The Flower of Doom : 1917年
- The Little Terror : 1917年
- 『栄誉の法衣』 His Robe of Honour : 1917年
- 『虹晴の森』 Humdrum Brown : 1917年
- The Day She Paid : 1919年
- 『明滅の燈台』 Shore Acres : 1920年
- 『真紅の空の下』 Under Crimson Skies : 1920年
- 『黙示録の四騎士』 The Four Horsemen of the Apocalypse : 1921年
- 『征服の力』 The Conquering Power : 1921年
- 『復讐のアルプス』 Hearts are Trumps : 1921年
- 『ゼンダ城の虜』 The Prisoner of Zenda : 1922年
- 『心なき女性』 Trifling Women : 1922年
- 『正邪の岐路』 Turn to the Right : 1922年
- 『スカラムーシュ』 Scaramouche : 1923年
- 『文化果つるところ』 Where the Pavement Ends : 1923年
- 『アラブ』 The Arab : 1924年
- 『我等の海』 Mare Nostrum : 1926年
- 『魔術師』 The Magician : 1926年
- 『受難者』 The Garden of Allah : 1927年
- 『三つの情熱』 The Three Passions : 1928年
- 『モロッコの血煙』 Baroud : 1932年※英語版・フランス語版あり

## 関連事項
- ハリウッド・ウォーク・オブ・フェームの星の一覧
- 聖コロンバズ・カレッジ （en:Saint Columba's College, Dublin）
- ラスファーナム （en:Rathfarnham）
- キニティ （en:Kinnitty）
- バー (アイルランド) （en:Birr）
- エジソン・スタジオ （en:Edison Studios）
- フォックス・フィルム （en:Fox Film Corporation）
- ヴァイタグラフ・スタジオ （en:Vitagraph Studios）
- メトロ・ピクチャーズ （en:Metro Pictures）
- ジューン・メイシス （en:June Mathis）
- ドア・シャーリー （en:Dore Schary）

## 註
1. ↑  Rex Ingram, allmovie, 2010年4月8日閲覧。
2. ↑  Rex Ingram, Find A Grave, 2010年4月8日閲覧。
3. ↑  Rex Ingram, Internet Movie Database, 2010年4月8日閲覧。
4. ↑  Soares, André. Beyond Paradise: The Life of Ramon Novarro. New York: Macmillan, 2002, p. 27. ISBN 0312282311
5. 1 2 3 4 5 6 7 8 9 10 11  Soares, André. Beyond Paradise: The Life of Ramon Novarro. New York: Macmillan, 2002. ISBN 0312282311
6. ↑  Vanity Fair magazine September 1921, accessed 2009
7. ↑  "New British Film Company; Alastair Mackintosh Leads London Firm--Rex Ingram Is Director." New York Times. May 8, 1928.
8. ↑  "Reports Rex Ingram Has Turned Moslem." New York Times. December 1, 1927.
9. ↑  "Rex Ingram Embracing Mohammedan Faith; Announces Abandoning Motion-Picture Field." New York Times. July 2, 1933.
10. ↑  "Rex Ingram Dead." New York Times. July 23, 1950.